# Triflat

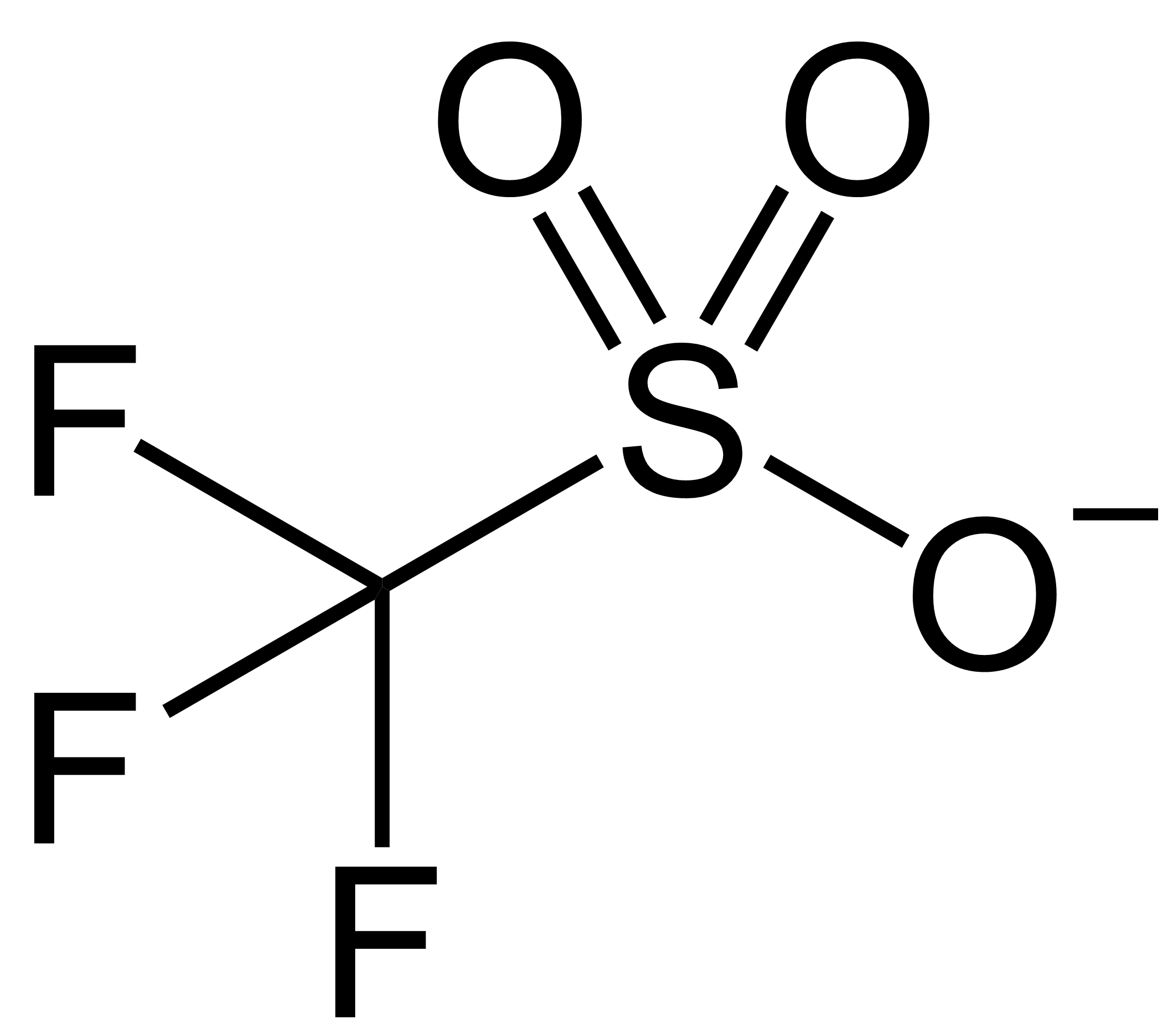
Triflatjon.

Triflatgrupp.

Triflat eller trifluormetylsulfonat är salter av triflatsyra (trifluormetansulfonsyra). Triflatjonen består av en sulfon-grupp med en extra syreatom (SO3) som ger jonen dess negativa laddning, samt en fluorerad metylgrupp (CF3).
Inom organisk kemi är triflat en funktionell grupp med formen CF3SO3–. Den brukar ofta förkortas -OTf.